# Fiat Croma (2005)
Pour les articles homonymes, voir Fiat Croma.
 (octobre 2015).
Si vous disposez d'ouvrages ou d'articles de référence ou si vous connaissez des sites web de qualité traitant du thème abordé ici, merci de compléter l'article en donnant les références utiles à sa vérifiabilité et en les liant à la section « Notes et références ».
La Fiat Croma est une berline familiale du constructeur automobile italien Fiat produite de 2005 à 2010. Reprenant le nom de la Fiat Croma première du nom, elle n'en partage aucune caractéristique car elle était censée se placer au-dessus de la gamme, dans le segment des premiums. Essayant de surfer sur la vague des berlines de luxe bivolume, à la manière des Renault Vel Satis, Seat Toledo ou de la plus conventionnelle Opel Signum. 
Déçu de l'échec qu'a connu cette voiture, Fiat restylera l'avant pour la rapprocher de la plus expressive Fiat Bravo et changea son nom de Croma à Croma SW (station wagon), espérant probablement la faire passer pour un dérivé familial de la Fiat Bravo qui venait de sortir (mais dont elle ne partage aucun organe mécanique ni même d'élément de carrosserie). 
Sa plate-forme, héritée de l'ancienne alliance Fiat-General Motors, est partagée avec l'Opel Vectra.

## Caractéristiques
Très bien équipée, cette Fiat est moins chère que ses rivales. À bord, sa qualité de fabrication marque un véritable progrès chez la firme turinoise. Elle est au-dessus de la moyenne de la catégorie. La planche de bord construite avec des plastiques moussés est classique mais fonctionnelle. La grande habitabilité permet à ce nouveau break italien d'accueillir confortablement cinq personnes. 
La Fiat Croma est disponible avec 5 motorisations : 2 essences de 140 et 150 ch et 3 diesels de 120 ch, 150 ch et le nouveau moteur 2,4 Multijet 200 ch. 
L'objectif de vente était de 50 000 voitures par an en Europe. Elle ne dépassa jamais les 37 000 ventes, valeur atteinte au sommet de sa carrière pendant l'année 2006.

## 1resérie2005-2008

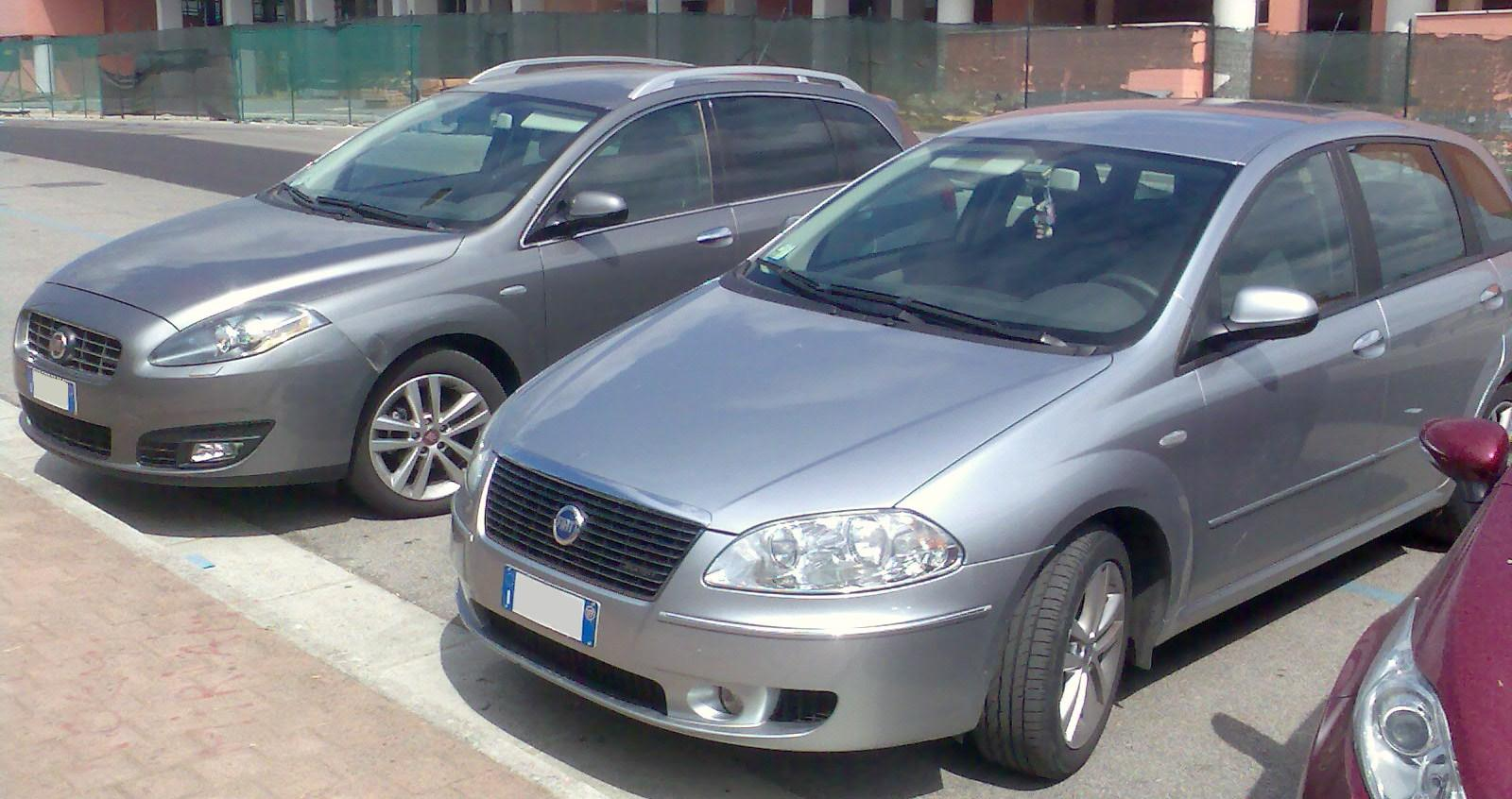
Fiat Croma II phase 1 (premier plan) et phase 2 (arrière-plan)

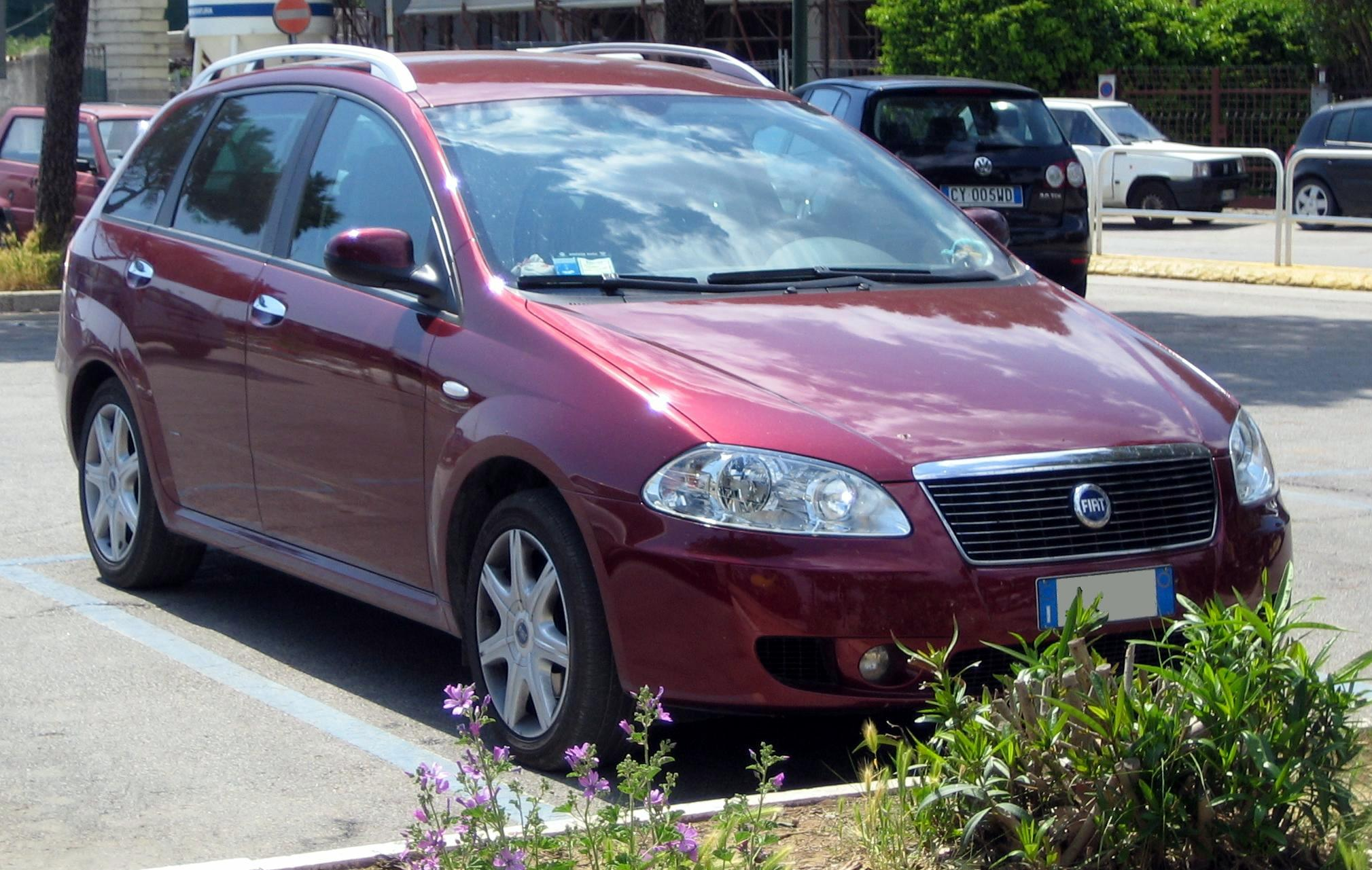
Fiat Croma phase  1
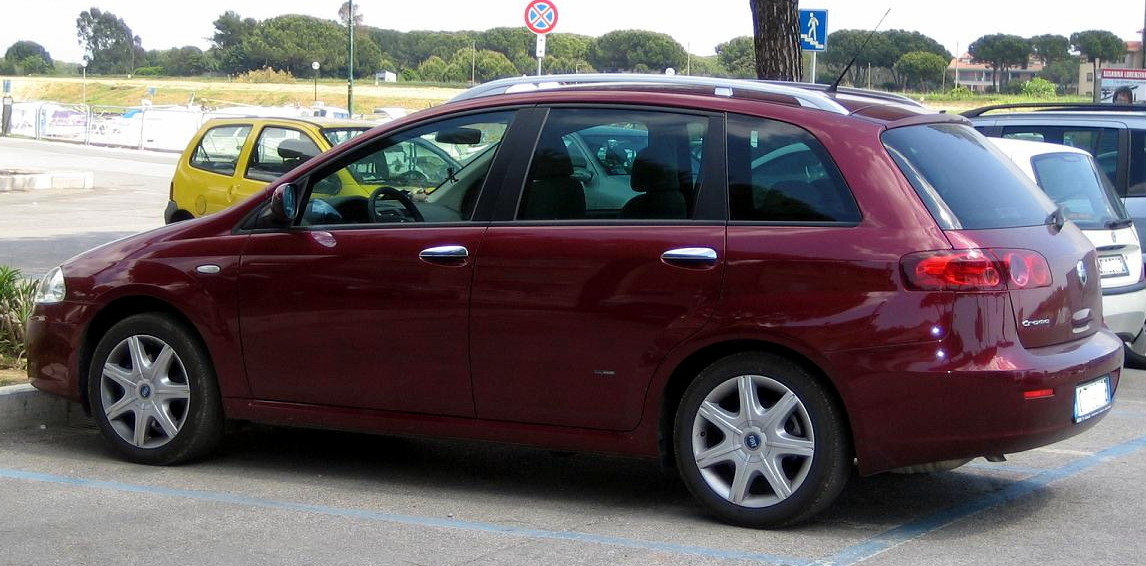
Fiat Croma phase 1

### Finitions
- Emotion
- Dynamic
- Confort
- Elegance
- Collezione

### Motorisations

#### Essence
- 1,8 litre MPI 16V
  - Puissance : 140 ch
  - Couple maxi. : 175 N m
  - Vitesse maxi. : 206 km/h
  - 0 à 100 km/h : 10,2 s
  - Consommation mixte / 100 km : 7,5 l
  - Émission CO2 : 178 g/km

- 2,2 litres 16V
  - Puissance : 150 ch
  - Couple maxi. : 203 N m
  - Vitesse maxi. : 210 km/h
  - 0 à 100 km/h : 10,1 s
  - Consommation mixte / 100 km : 8,6 l
  - Émission CO2 : 204 g/km

- 2,2 litres 16V automatique
  - Puissance : 150 ch
  - Couple maxi. : 203 N m
  - Vitesse maxi. : 205 km/h
  - 0 à 100 km/h : 10,7 s
  - Consommation mixte / 100 km : 9,7 l
  - Émission CO2 : 229 g/km

#### Diesel Multijet
- 1,9 litre 8V 120
  - Puissance : 120 ch
  - Couple maxi. : 280 N m
  - Vitesse max. : 195 km/h
  - 0 à 100 km/h : 11,3 s
  - Consommation mixte / 100 km : 6,1 l
  - Émission CO2 : 160 g/km

- 1,9 litre 16V 150
  - Puissance : 150 ch
  - Couple max. : 320 N m
  - Vitesse maxi. : 210 km/h
  - 0 à 100 km/h : 9,6 s
  - Consommation mixte / 100 km : 6,1 l
  - Émission CO2 : 161 g/km

- 1,9 litre 16V 150 automatique
  - Puissance : 150 ch
  - Couple max.i : 320 N m
  - Vitesse maxi. : 205 km/h
  - 0 à 100 km/h : 9,9 s
  - Consommation mixte / 100 km : 7,1 l
  - Émission CO2 : 187 g/km

- 2,4 litres 20V 200 automatique
  - Puissance : 200 ch
  - Couple maxi. : 400 N m
  - Vitesse maxi. : 216 km/h
  - 0 à 100 km/h : 8,5 s
  - Consommation mixte / 100 km : 8 l
  - Émission CO2 : 212 g/km

## 2esérie2008-2010
Dans la foulée du lancement de la nouvelle Bravo, Fiat a redessiné l'avant de la Croma dans le même esprit et apporté quelques améliorations à l'équipement. La Croma devient à cette occasion Croma SW.
La production de ce modèle a cessé le 2 décembre 2010. Ce modèle pourtant né haut de gamme finira comme simple version break de la Fiat Bravo et ne sera pas remplacé. Même si, dans l'esprit plus monospace du véhicule, on peut lui affilier comme remplaçant le Fiat Freemont.

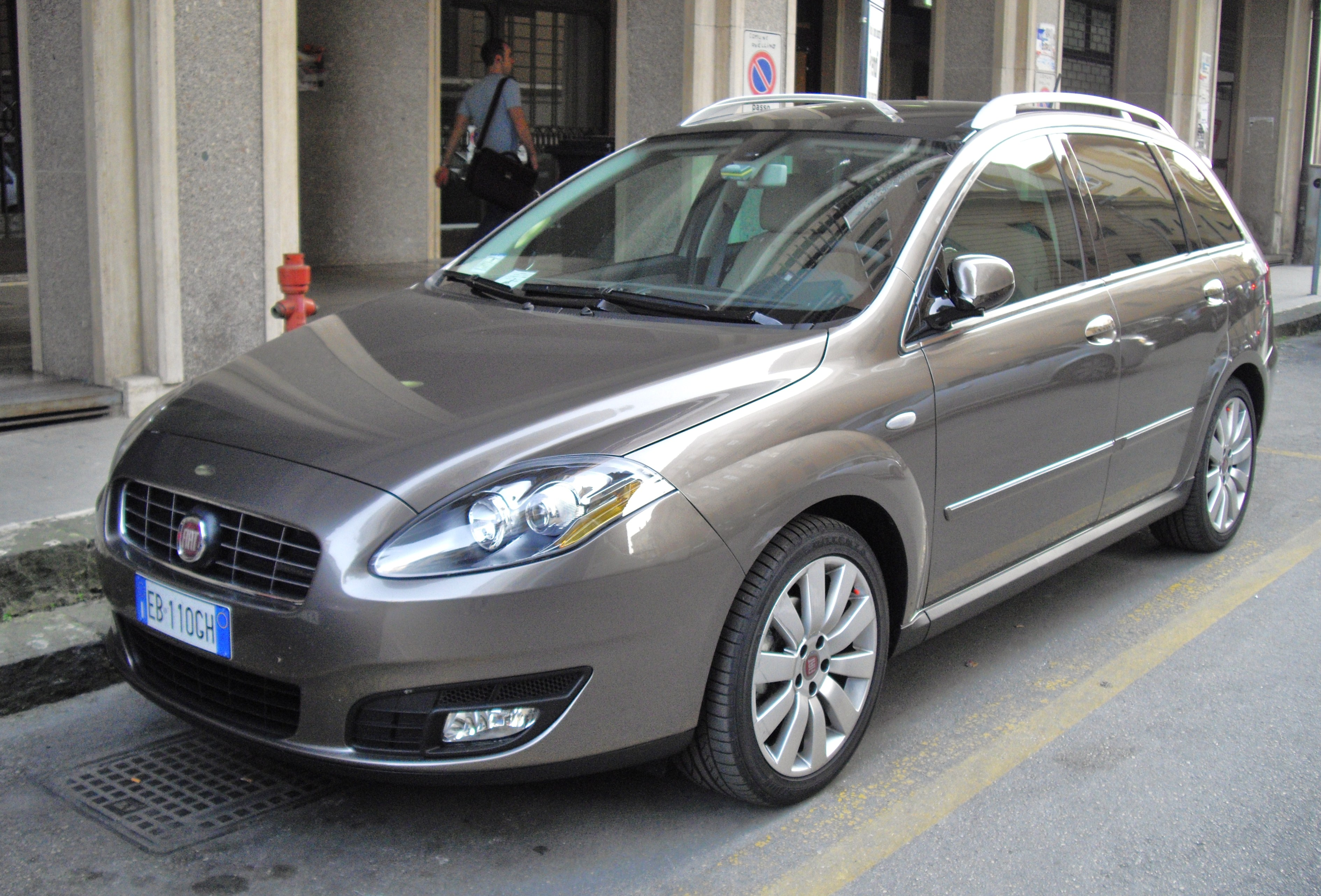
Fiat Croma phase 2
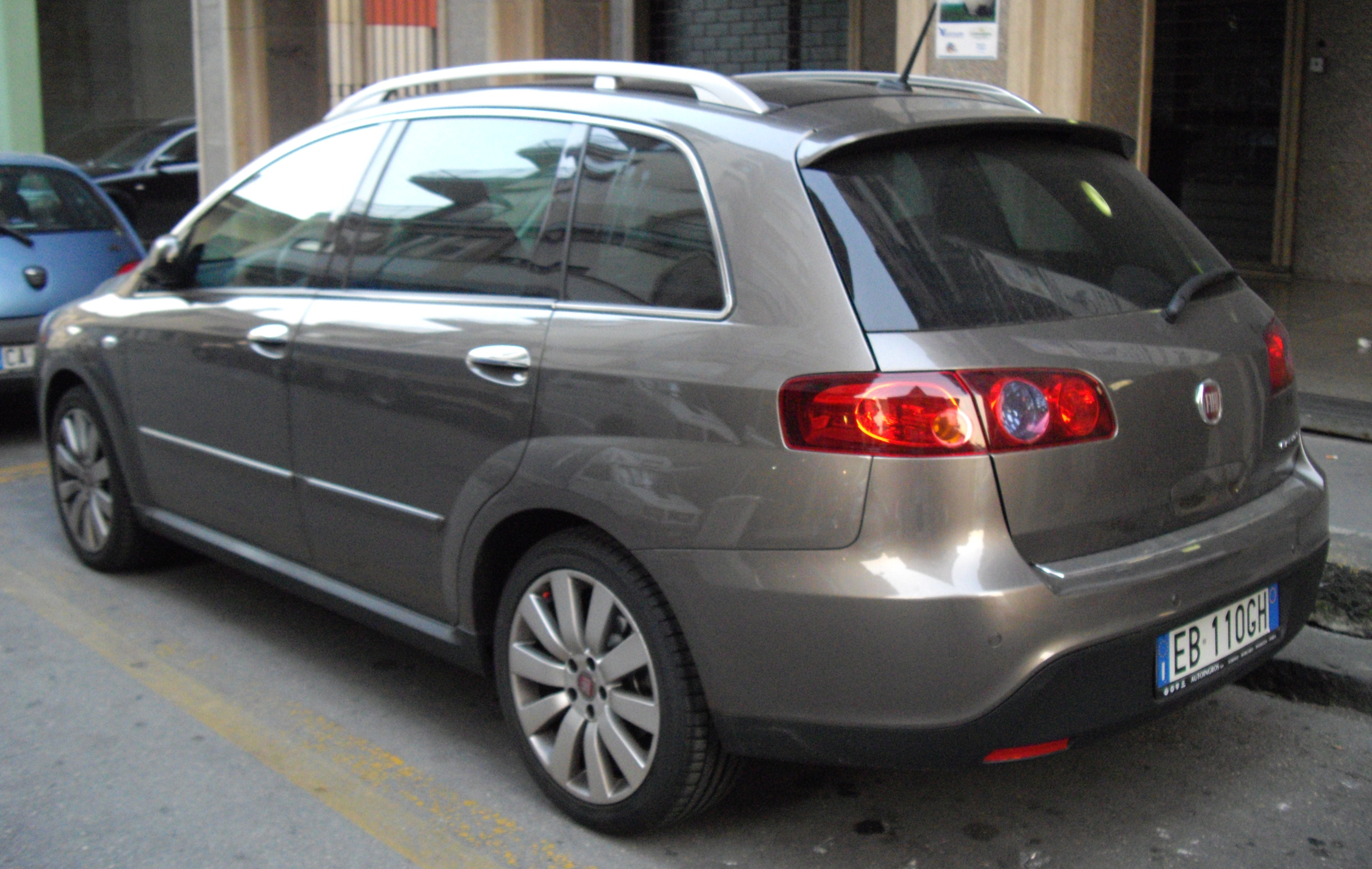
Fiat Croma phase 2

### Finitions
- Emotion
- Elegance GPS (uniquement avec motorisation diesel)

### Motorisations (juillet 2010)

#### Essence
- 1,8 litre MPI 16V
  - Cylindrée : 1 796 cm3
  - Puissance max. : 140 ch (103 kW) à 6 300 tr/min
  - Couple max. : 17,8 mkg (175 N m) à 3 800 tr/min
  - Vitesse max. : 206 km/h
  - 0 à 100 km/h : 10,2 s
  - Consommation mixte / 100 km : 7,4 l
  - Émission CO2 : 175 g/km
  - Norme CE : Euro 4

#### Diesel Multijet
- 1,9 litre 8V 115 (pur-O²)
  - Cylindrée : 1 910 cm3
  - Puissance : 115 ch
  - Couple maxi. : 280 N m
  - Vitesse max. : 194 km/h
  - Consommation mixte / 100 km : 6,0 l
  - Émission CO2 : 157 g/km
- 1,9 litre 8V 120
  - Cylindrée : 1 910 cm3
  - Puissance max. : 120 ch (88 kW) à 4 000 tr/min
  - Couple max. : 28,6 mkg (280 N m) à 2 000 tr/min
  - Vitesse max. : 197 km/h
  - 0 à 100 km/h : 11 s
  - Consommation mixte / 100 km : 5,3 l
  - Émission CO2 : 140 g/km
  - Norme CE : Euro 4
- 1,9 litre 16V 150
  - Cylindrée : 1 910 cm3
  - Puissance max. : 150 ch (110 kW) à 4 000 tr/min
  - Couple max. : 32,6 mkg (320 N m) à 2 000 tr/min
  - Vitesse max. : 210 km/h
  - 0 à 100 km/h : 9,6 s
  - Consommation mixte / 100 km : 6 l
  - Émission CO2 : 157 g/km
  - Norme CE : Euro 4
- Variante BVA :
  - Vitesse max. : 205 km/h
  - 0 à 100 km/h : 9,9 s
  - Consommation mixte / 100 km : 6,9 l
  - Émission CO2 : 181 g/km

## Sécurité
La Fiat Croma II a obtenu le maximum d'étoiles aux crash-tests Euro NCAP.
- Note totale : * * * * * (maximum pouvant être obtenu)
- Chocs frontaux : 94 % de réussite
- Chocs latéraux : 100 % de réussite
- Protection des enfants: * * * * (maximum pouvant être obtenu est de 5 étoiles)
- Protection des piétons: * (maximum pouvant être obtenu est de 4 étoiles)